# Belkowanie (budownictwo)

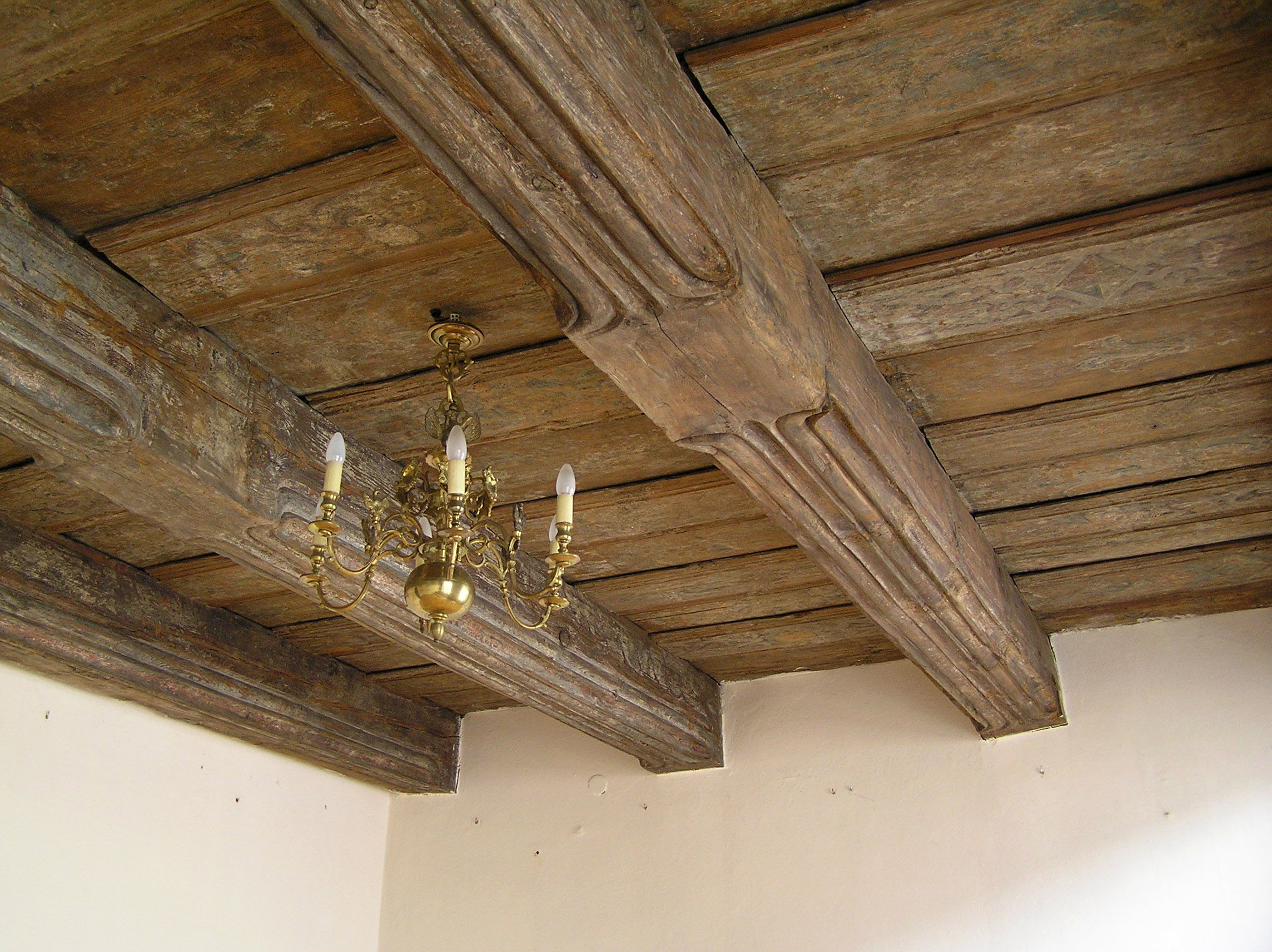
Belkowanie stropu drewnianego

Belkowanie – zespół belek ułożonych w jednej płaszczyźnie, zazwyczaj równolegle do siebie (np. belkowanie stropu lub mostu). W najprostszym belkowaniu tzw. jednoprzęsłowym belki podparte są tylko na końcach. Przy dużej rozpiętości stosuje się belkowanie z podciągiem i słupami. W takim przypadku belki są podparte dodatkowo przez co najmniej jedną, biegnącą do niej prostopadle belkę ciągłą (podciąg), oparta na słupach lub ścianach.